# Bror Wilhelm Hernblom
Bror Wilhelm Hernblom, född den 13 juli 1819 i Stockholm, död där den 1 februari 1901, var en svensk jurist. Han var son till Pehr Hernblom och måg till Carl Johan Hederstierna.
Hernblom blev student vid Uppsala universitet 1839 och avlade hovrättsexamen där 1842. Han blev extra ordinarie kanslist i justitierevisionsexpeditionen sistnämnda år, auskultant i Svea hovrätt samma år,   extra ordinarie notarie 1843, vice notarie 1844, vice häradshövding 1847, adjungerad ledamot 1850, assessor 1855, tillförordnad revisionssekreterare 1859, konstituerad revisionssekreterare 1860, ordinarie revisionssekreterare 1862, häradshövding i Norra och Södra Vedbo häraders domsaga 1863 och i Södra Roslags domsaga 1874. Hernblom beviljades avsked 1894. Han blev riddare av Nordstjärneorden 1873.